# Moviments de Reidemeister
En la teoria de nusos, els moviments de Reidemeister són els tres moviments locals possibles en un diagrama de nus, és a dir els tres canvis més simples possibles que deixen el diagrama mostrant una representació del mateix nus. si dos diagrames representen el mateix nus, pot passar-se d'un a l'altre via els moviments de Reidemeister.
Foren descoberts independentment per Kurt Reidemeister en 1926 i per J. W. Alexander i G. B. Briggs en 1927.
Cadascun dels moviments opera en una petita regió del diagrama. El primer moviment (també anomenat de tipus I) consisteix a girar o crear un bucle. El segon (o de tipus II) consisteix a desplaçar un tros de nus sense creuaments sobre un altre. Finalment el tercer (o de tipus III) consisteix a passar un tros de nus sense creuaments per sobre o per sota d'un creuament. La notació per tipus fa referència a quants fragments de nus o tires estan involucrades. La resta del diagrama no queda modificat per cap d'aquests moviments.
Entre els usos dels moviments de Reidemeister hi trobem tant el fet de poder trobar i identificar nusos equivalents a través dels seus diagrames com el fet de portar diagrames fins a la seva representació més simple. (Vegeu el Teorema de Reidemeister).
També són d'utilitat a l'hora de definir invariants per nusos a través dels diagrames. Demostrant que una propietat d'un diagrama no canvia en aplicar-hi cap dels moviments de Reidemeister queda demostrat que aquesta propietat és invariant per nusos. De fet, alguns invariants per nusos com el Polinomi de Jones poden definir-se d'aquesta manera.
Mentre que el primer i el segon moviments redueixen el nombre de creuaments del diagrama (en un i dos, respectivament), el tercer no ho fa. D'altra banda, el segon i el tercer moviments mantenen invariant l'entortellament, mentre que el primer el fa variar.